# Rocky Mount Instruments
Rocky Mount Instruments (RMI) — производитель электронных музыкальных инструментов, дочернее предприятие американского производителя церковных органов Allen Organ Company. Компания учреждена в 1966 году, и просуществовала до 1982 года. Производство находилось в Роки-Маунт (Северная Каролина). Компания наиболее известна как производитель клавишного инструмента «RMI Electra Piano», который мог создавать тембры фортепиано и клавесина без использования струн (как в обычном фортепиано), либо камертонов или язычков (как в электрическом фортепиано), используя вместо них транзисторные схемы, такие же как у комбо-органов, выпускавшихся в это же время.

## Комбо-органы
Первыми выпущенными моделями были комбо-органы, такие как четырёхоктавный «Explorer» (в котором для каждой клавиши использовался отдельный генератор), «Lark», «Band Organ» (трёхоктавная электрическая имитация каллиопы), а также «Calliope» и «Calliope B» выпущенные между 1968 и 1969 годами. Первой моделью электронного фортепиано была «Model 100 Rock-Si-Chord», выпущенная в 1967 году. Розничная цена на неё составляла 4695 долларов, при этом она имела только 2 тембра (струнный и лютневый). Позже была выпущена обновлённая модель под названием «Model 100A» с поддержкой 5 тембров (клавесина, чембало, лютни и двух вариантов гитары). Выпущенная в 1968 году модель «Model 200 Rock-Si-Chord» была схожа с «Model 100», однако имела функцию акцентирования звука, сокращающую время его затухания. В модели «Model 200A» предлагалось вдвое больше тембров, чем в «Model 100A».

## Электронные фортепиано Electra

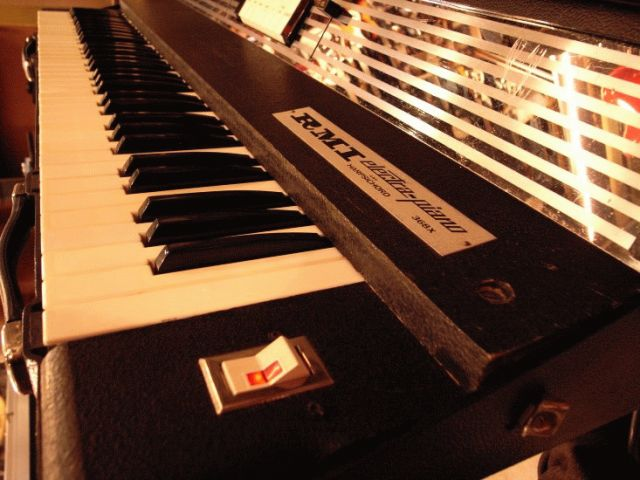
Модель «RMI 368X Electra-piano and Harpsichord»

Начиная с 1970 года RMI начала выпускать электронные фортепиано серии 300 «Electra-piano», тембр которых хорошо знаком поклонникам групп Genesis (инструмент широко использовался в период с 1974 по 1977 год), Yes и Deep Purple. Оригинальные модели 300A и 300B имели 61 клавишу. При создании модели 368 было добавлено ещё 7 клавиш. Модель 368X представляла собой 368 модель в новом пластиковом корпусе вместо ранее использовавшегося фанерного с виниловым покрытием. В 1973 году, на базе модели 300 RMI создала две новых модели: модель 400 со встроенной акустической системой, предназначенную в основном для домашнего использования, и модель 600, являвшуюся стереофоническим вариантом модели 300 с двумя тонгенераторами на каждую клавишу и несколькими новыми тембрами. Общим недостатком всех инструментов было отсутствие чувствительности к нажатию — сила нажатия на клавишу не имела значения, производимый звук всегда был одинаков.

## Другие инструменты
В 1974 году RMI выпустила новаторскую модель «Keyboard Computer» (клавишный компьютер), первый переносной цифровой инструмент с поддержкой таблично-волнового синтеза. Инструмент имел считыватель перфокарт, с помощью которого таблицы волн загружались в оперативную память и использовались затем для формирования звука. В этом было его принципиальное отличие от таких инструментов как Меллотрон, Chamberlin и Birotron, использовавших магнитные ленты с заранее записанными образцами звуков.
С 1974 по 1976 год RMI выпускала свой единственный полноценный синтезатор «RMI Harmonic Synthesizer». Это был 48-клавишный одноголосный аналого-цифровой гибридный синтезатор с двумя цифровыми гармоническими генераторами (можно было индивидуально указывать уровень первых 16 гармоник с помощью двух наборов движковых регуляторов), пятью заводскими предустановками, низкочастотным генератором (LFO), арпеджиатором, управляемым напряжением фильтром (VCF) с возможностью микширования сигнала с выходов фильтров нижних и верхних частот и полосового фильтра и функциями амплитудной и частотной модуляции. Каждый генератор имел собственный выход, что позволяло создавать стереофонические эффекты. Стоимость синтезатора составляла 3000 долларов.
Самым известным пользователем синтезатора является Жан-Мишель Жарр, использовавший его в альбоме Oxygène и позже во многих других. Также им использовался и «RMI Keyboard Computer». Предположительно «RMI Harmonic Synthesizer» использовали Стиви Уандер, Айзек Хейз, Aphex Twin и Stephen Parsick. 
В 1979 году RMI представила модель DK-20 (цифровая клавиатура, англ. Digital Keyboard) в качестве замены старых аналоговых инструментов серии 300. Модель выпускалась до 1982 года.

## Закрытие
Компания была закрыта в 1982 году.

## Внешние ссылки
- RMI at MatrixSynth  (англ.)
- 1974 RMI Harmonic Synthesizer and Keyboard Computer demonstration record, part 1 на YouTube